# Szenthegyi István
Szenthegyi István, született Horváth István (Kalocsa, 1907. október 26. – Budapest, 1971. november 2.) magyar zeneíró, kritikus, karnagy.

## Életpályája
Horváth János főkönyvelő és Török Gabriella fia. Pécsett, Rómában és Budapesten nyelvtudományi, a Liszt Ferenc Zeneművészeti Főiskolán zeneművészeti tanulmányokat folytatott. Gyöngyösön három éven át paraszténekkart vezetett; a Nemzeti Újságban írt zenekritikákat, 1945–48-ban a Kis Újság, majd a Magyar Nemzet zenekritikusa. Foglalkozott táncművészettel is, egy ideig a Táncművészet című folyóirat társszerkesztője. A Magyar Táncművészek Szövetsége kiadta több tanulmányát. 1957 után a Muzsika című folyóirat társszerkesztője volt.

## Írásai

### Könyvrészletek
- Balettek könyve · Vályi Rózsi – Szenthegyi István Gondolat Könyvkiadó (1959)
- Egy "magyar pantomima" a reformkorban = A magyar balett történetéből Szenthegyi István, B. Egey
- Klára, Körtvélyes Ágnes, Téry Tibor, Csizmadia György Művelt Nép Könyvkiadó (1956)

### Zenekritikák
- Traviata, 1967. (10. évf.) 7. sz. 11-13.
- Szigetvár dicsérete, 1966. (9. évf.) 11. sz. 7-8.
- A nyugat lánya - Felújítás az Erkel Színházban, 1966. (9. évf.) 6. sz. 3-6.
- Hamupipőke - Rossini-bemutató az Erkel Színházban, 1966. (9. évf.) 2. sz. 17-20.
- Székely fonó, 1965. (8. évf.) 8. sz. 9-11.
- Carmen, 1965. (8. évf.) 5. sz. 3-6.
- Orff, Menotti, és Thomas Mann (Megjegyzések egy operaházi bemutatóhoz) 1964. január-december
- 1964. július IX. évfolyam 7. szám
- Prokofjev "Klasszikus Szimfóniájának" balettváltozata, 1906. old, 1966. december
- Győri Kisfaludy Színház:„Luxemburg grófja”, 1953. (3. évf.) 12. sz. 385.
- Eljegyzés a kolostorban, 1962. (5. évf.) 7. sz. 10-11.

### Nekrológok, pályaképek
- Rösler Endre halálára, 1964. (7. évf.) 2. sz. 6.
- Búcsú Székely Mihálytól, 1963. (6. évf.) 5. sz. 1-2.
- Vashegyi Ernőről, 1955. (5. évf.) 3. sz. 121-124.

### Publicisztikák
- Válasz Vásárhelyre, 1963. (6. évf.) 3. sz. 48.
- Meg kell védeni az operát?, 1963. (6. évf.) 4. sz. 6-7. [Füst Milán: Az Operaház védelmében c. cikkéhez]
- Tanuljunk Kodálytól, 1953. (3. évf.) 1. sz. 1-3.
- Külföldi vendégek magyar operaszínpadokon 1958. július III. évfolyam 7. szám.
- Virágzó balettművészetünk - és a továbbfejlődés útja, 1953. (3. évf.) 4. sz. 98-102.
- Az opera vendégei, 1963. (6. évf.) 11. sz. 39-40. [Abody Bélával, Kertész Ivánnal]
- Fábián Imre: Richard Strauss, 1963. (6. évf.) 3. sz. 46.
- Kétarcú zene, 1963. (6. évf.) 1. sz. 21-22.

### Tanulmányok
- Egy "magyar pantomima" a reformkorban.
- Kubai balett [Vitányi Ivánnal] 1961. június- IV. évfolyam 6. szám, 18.
- A francia balettzene reformátora 1961. március- IV. évfolyam 3. szám 15.
- Tánctudományi tanulmányok 1959-1960, 1961. (1. évf.) 6. sz. 651-652.
- Az olasz zene története, 1961. (1. évf.) 6. sz. 648-649.
- Vázlatok a magyar balettzenéről 18-30.

### Interjúk
- Táncművészet Díszlet és tánc: Beszélgetés Fülöp Zoltánnal, 1956. (6. évf.) 3. sz. 109-113.

### Riportok
- David Ojsztrah két estje, 1962. (5. évf.) 12. sz. 17-18.
- Szegedi Szabadtéri Játékok 1962, 1962. (5. évf.) 10. sz. 5-11p [Csizmadia Györggyel, Abody Bélával]
- Budapesti zenei Hetek 1959. november- II. évf. 11. szám.
- A moszkvai balettművészek Budapesten, 1959. október. II. évfolyam 10. szám 28.
- Az "Új élet" szvit próbáján, 1953. (3. évf.) 2. sz. 43-44.
- Budapesti Zenei Hetek 1964. 1964. november XI. évfolyam 11. szám.
- A népzene tudósainak konferenciája Budapesten 1964. október. XI. évfolyam 10. szám.